# Euacidalia angusta
Euacidalia angusta là một loài bướm đêm trong họ Geometridae.